# Perizoma fulvistriga
Perizoma fulvistriga là một loài bướm đêm trong họ Geometridae.